# Paradella setosa
Paradella setosa is een pissebed uit de familie Sphaeromatidae. De wetenschappelijke naam van de soort is voor het eerst geldig gepubliceerd in 1968 door Peter W. Glynn.